# East Hanover Township (comté du Dauphin, Pennsylvanie)
East Hanover Township est un township, situé à l'est du comté de Dauphin, en Pennsylvanie, aux États-Unis,. En 2010, il comptait une population de 5 718 habitants.

## Démographie
Lors du recensement de 2010, le township comptait une population de 5 718 habitants. Elle est estimée, en 2018, à 5 871 habitants.

### Source de la traduction
- (en) Cet article est partiellement ou en totalité issu de l’article de Wikipédia en anglais intitulé « East Hanover Township, Dauphin County, Pennsylvania » (voir la liste des auteurs).